# Hjalmar Andersen
Hjalmar Johan Andersen, detto Hjallis (Rødøy, 12 marzo 1923 – Oslo, 27 marzo 2013), è stato un pattinatore di velocità su ghiaccio norvegese, vincitore di tre medaglie d'oro alle Olimpiadi di Oslo 1952, alle quali fu l'atleta più medagliato.
Si è inoltre aggiudicato tre Mondiali e tre Europei consecutivi dal 1950 al 1952, ed ha stabilito i record mondiali nelle distanze dei 5000 e 10000 metri.

## Palmarès

### Giochi olimpici invernali
- 3 medaglie:
  - 3 ori (1500 m, 5000 m e 10000 m a Oslo 1952);

### Campionati mondiali completi di pattinaggio di velocità
- 3 medaglie:
  - 3 ori (1950, 1951, 1952)

### Campionati europei di pattinaggio di velocità
- 5 medaglie:
  - 3 ori (1950, 1951, 1952)
  - 2 argenti (1949, 1954)